# Manerinerina
Manerinerina est une commune rurale malgache située dans la partie sud-est de la région de Boeny.

## Économie
À Manerinerina, l'économie est basée sur l'agriculture du coton et du maïs.